# Автороведческая экспертиза
Авторове́дческая эксперти́за — исследование текста (чаще всего — печатного) с целью установления авторства (атрибуция произведения) или получения каких-либо сведений об авторе и условиях создания текстового документа.

## Задачи
Предметом автороведческой экспертизы являются сведения об авторе и условиях создания текстового документа. Объектом автороведческой экспертизы является письменная речь автора (составителя) текста. В более широком смысле объектом признаются тексты документов. В качестве текста могут выступать, по отдельности либо в совокупности, различные записи (например, дневниковые), письма, официальные документы, литературные произведения, тексты публичных выступлений и так далее. В отличие от почерковедческой (графической) экспертизы, где исследуется графическое исполнение текста, в данном случае анализируются его лингвистические особенности.
Задачи экспертизы разделяются на две группы:
- Идентификационные — установление или проверка авторства
  - Подтверждение авторства определённого лица
  - Исключение авторства определённого лица
  - Проверка того, что автором всего текста был один и тот же человек.
  - Проверка того, что написавший текст является при этом его настоящим автором.
- Диагностические
  - Определение личностных характеристик автора, таких как:
    - Образовательный уровень.
    - Родной язык, знание иностранных языков.
    - Происхождение, место постоянного проживания.
    - Область деятельности, профессия, хобби.
    - Пол, возраст, социальное положение, национальность и прочие социальные характеристики.
    - Наличие навыков определённого стиля письменной речи.

  - Определение факта сознательного искажения письменной речи.

Идентификационные задачи автороведческой экспертизы решаются в тех случаях, когда требуется подтвердить или опровергнуть авторство определённого лица (лиц) по отношению к тому или иному тексту, причём предполагаемый автор текста известен и непосредственно доступен. Наиболее очевидные примеры — доказательство или опровержение факта литературного плагиата и доказательство авторства в делах, связанных с правами на литературные произведения. В таких случаях экспертиза заключается в сопоставлении проверяемого текста с текстами, бесспорным автором которых является проверяемое лицо.
Диагностические задачи экспертиза решает в тех случаях, когда необходимо установить личность автора какого-либо текста, например, определить автора анонимного письма или подложного документа. В этих случаях сопоставить исследуемый текст с другими текстами автора, как правило, невозможно, и экспертиза заключается в определении (на основании анализа текста) личностных характеристик автора, знание которых позволит выявить ограниченный круг лиц, подлежащих проверке уже другими методами. После установления личности подозреваемого в написании данного текста возможно решение уже идентификационной задачи — подтверждение или опровержение его авторства. Решаются и более специфические задачи, в частности, определение психического состояния автора в момент создания текста, выявление факта написания текста в необычных условиях, поиск текстов, написанных под диктовку другого человека.

## Методы

### Общие принципы
В целом автороведческая экспертиза базируется на представлении, что для каждого человека характерен уникальный комплекс особенностей речевого поведения, который может быть использован для идентификации и диагностики. Вся совокупность методов экспертизы направлена на выделение этих особенностей, их описание и сравнение.
Методы автороведческой экспертизы позволяют исследовать текст на пяти уровнях: пунктуационном, орфографическом, синтаксическом, лексико-фразеологическом, стилистическом.
- Пунктуационный — особенности употребления автором знаков препинания, характерные ошибки.
- Орфографический — характерные ошибки в написании слов.
- Синтаксический — особенности построения предложений, предпочтение тех или иных языковых конструкций, употребление времён, активного или пассивного залога, порядок слов, характерные синтаксические ошибки.
- Лексико-фразеологический — словарный запас автора, особенности использования слов и выражений, склонность к употреблению редких и иностранных слов, диалектизмов, архаизмов, неологизмов, профессионализмов, арготизмов и так далее. Сюда же относятся навыки употребления фразеологизмов, пословиц, поговорок, «крылатых выражений».
- Стилистический — жанр, общая структура текста, для литературных произведений — сюжет, характерные изобразительные средства (метафора, ирония, аллегория, гипербола, сравнение), стилистические фигуры (градация, антитеза, риторический вопрос и так далее), другие характерные речевые приёмы.

Исследование текста на пунктуационном и орфографическом уровнях позволяет оценить общий уровень грамотности автора, а в некоторых случаях — даже определить, что текст написан автором на неродном языке (когда ошибки орфографии и пунктуации однозначно указывают на смешение языка текста с другим определённым языком). Однако так могут исследоваться лишь тексты, не подвергавшиеся профессиональной редакторской правке. Это лично автором написанные письма, записки, документы. Остальные тексты этого автора (отредактированные статьи и др. литературные произведения, деловые письма, которые печатались машинисткой под диктовку автора) своими пунктуационными и орфографическими особенностями характеризуют уже не автора, а исполнителя или редактора.
Результаты исследований на синтаксическом, лексико-фразеологическом и стилистическом уровнях, напротив, слабо зависят от мелкой редактуры авторского текста. В своей совокупности они характеризуют так называемый авторский стиль.
Именно анализ авторского стиля представляет наибольший интерес и является наиболее сложным. Существует довольно много методов такого анализа. Их можно разделить на две большие группы — экспертные и формальные.

### Экспертные методы
Экспертные методы предполагают исследование текста профессиональным лингвистом-экспертом, который выделит характерные особенности проверяемого текста и текстов, написанных предполагаемым автором (если они доступны), и на основании их изучения вынесет своё заключение.

### Формальные методы
Формальные методы основаны на сравнении вычислимых характеристик текстов. В общем случае текст отображается в вектор вычисленных для него параметров, каждый из которых объективно характеризует некоторый набор особенностей текста. Таким образом, текст графически отображается в некоторую точку n-мерного пространства. При такой формализации автор также может быть представлен в виде аналогичного вектора параметров — этим вектором будет вектор текстов, написанных данным автором.
В качестве критерия близости двух текстов вводится так или иначе вычисляемое «расстояние» между соответствующими векторами (в простейшем случае можно представить наборы параметров как обычные вектора в n-мерном декартовом пространстве, выходящие из начала координат, и считать расстоянием между текстами обычное декартово расстояние между концами соответствующих им векторов, но это вовсе не обязательно — есть множество других вариантов). Именно «расстояние» является в итоге интегральной характеристикой различия текстов. Оно определённым образом нормируется, и тексты, для которых расстояние велико, считаются с высокой вероятностью относящимися к разным авторам. Таким образом, чтобы сопоставить авторство двух текстов, достаточно вычислить для них параметры и определить расстояние. Чтобы сопоставить текст с автором, сравниваются вектора параметров автора и данного текста, то есть, фактически, опять-таки сравниваются два текста — текст с заведомо известным автором и текст, авторство которого требуется установить, подтвердить или опровергнуть. Не существует принципиальных проблем с тем, чтобы составить векторы формальных параметров, различающие не конкретных авторов (или их группы), а выделяющие определённые характеристики авторов (например, образовательный уровень).
В большинстве случаев в качестве характеризующих параметров текста выбираются те или иные его статистические характеристики: статистика использования определённых частей речи, некоторых конкретных слов, знаков препинания, фразеологизмов, архаизмов, редких и иностранных слов, длина предложений (в словах, слогах, знаках) и так далее.
Основная проблема формальных методов анализа авторства состоит как раз в выборе параметров. Как отмечено ещё Марковым, существует целый ряд формальных статистических характеристик текстов, непригодных для установления авторства в силу одного из двух недостатков:
- Отсутствие устойчивости. Разброс значений параметра для текстов одного и того же автора настолько велик, что диапазоны возможных значений для разных авторов перекрываются. Очевидно, данный параметр не поможет различать авторов, а при использовании в составе группы параметров лишь сыграет роль дополнительного шума.
- Отсутствие различающей способности. Параметр может принимать близкие значения для всех или большинства авторов, поскольку его значение определяются свойствами языка, на котором написаны тексты, а не индивидуальными особенностями создателя текста[3].

Поэтому параметры, используемые в формальных методиках определения авторства, должны предварительно исследоваться на устойчивость и различающую способность, желательно на текстах большого количества различных авторов. В работе В. П. и Т. Г. Фоменко выделены следующие три условия применимости формального параметра:
Массовость
Параметр должен опираться на те характеристики текста, которые слабо контролируются автором на сознательном уровне. Это необходимо, чтобы устранить возможное влияние на результат экспертизы специального искажения автором характерного для него стиля или имитации им стиля другого автора.
Устойчивость
Параметр должен сохранять постоянное значение для одного автора. Естественно, в силу случайных причин некоторое отклонение значений от среднего неизбежно, но оно должно быть достаточно мало — существенно меньше, чем различие средних значений параметра для разных авторов.
Различающая способность
В идеале, параметр должен принимать существенно различные значения (превышающие колебания, возможные для одного автора) для любых двух различных авторов.
Выбрать параметры, которые гарантированно разделяют двух любых авторов, крайне затруднительно. Какими бы ни были параметры, всегда существует вероятность того, что два или более автора окажутся по данным параметрам близки в силу случайного совпадения. Поэтому на практике считается достаточным, чтобы параметр позволял уверенно различать между собой разные группы авторов, то есть существовало достаточно большое количество групп авторов, для которых средние значения параметра существенно различаются. Параметр, очевидно, не поможет различить тексты авторов из одной группы, но позволит уверенно различать тексты авторов, не попавших в одну группу. Для авторов одной группы можно проводить дополнительную проверку за счёт использования принципиально иного вектора параметров (в этом случае вероятность случайного совпадения станет заметно меньше). Для уверенного вывода в отношении текстов, для которых формально вычисленное параметрическое расстояние мало, требуется дополнительное исследование экспертными методами.

## Стадии
Автороведческое экспертное исследование состоит из нескольких стадий:
- подготовительной;
- аналитической (стадия раздельного исследования);
- сравнительной;
- синтезирующей, формирующей вывод.

На подготовительной стадии эксперт знакомится с постановлением о назначении экспертизы и оценивает поступившие материалы с точки зрения их достаточности для проведения экспертного исследования.
На аналитической стадии производится раздельный анализ исследуемого текста и образцов письменной речи проверяемого лица (идентификационная экспертиза). В результате такого анализа определяются стиль письменной речи, свойства лексико-фразеологических, синтаксических и стилистических навыков — их уровень и особенности. Если проверяемых лиц несколько, проводится четкая дифференциация языковых навыков каждого лица.
Особенность диагностического (классификационного) исследования в автороведческой экспертизе состоит в том, что в этом исследовании нет проверяемых лиц. Анализу подвергается исследуемый текст. По степени и характеру развития языковых навыков определяется групповая принадлежность автора.
На стадии сравнительного исследования выявляются совпадающие и различающиеся общие и частные признаки языковых навыков, отобразившиеся в исследуемом тексте и образцах. В числе совпадающих признаков выделяются, например, такие: использование однотипных языковых структур для выражения сходных мыслей, однотипной композиции фрагментов изложения, использование одних и тех же (или близких) лексико-синтаксических средств при описании однотипных ситуаций, употребление одних и тех же (или близких) вводных оборотов, вопросительных, безличных, придаточных предложений, выделение слов с помощью тех или иных языковых или синтаксических средств и т. д.
Сравнение по частным признакам не производится, если образцы письменной речи проверяемого лица имеют более низкую степень выработанности языковых навыков, чем исследуемый текст. Во всех других случаях сравнение частных признаков в исследуемом тексте и образцах письменной речи обязательно.
Оценка установленных совпадений и различий производится на синтезирующей стадии, когда формируется окончательный вывод. Проведение экспертизы завершается составлением экспертного заключения, представляемого в письменном виде. Выводы экспертизы должны быть понятны и не содержать формулировки, допускающие неоднозначное толкование.